# Heywood (Wiltshire)
Heywood – wieś i civil parish w Anglii, w hrabstwie Wiltshire. W 2011 roku civil parish liczyła 798 mieszkańców.